# Мунцигов, Усман Наибарханович
Мунци́гов Усма́н Наибарха́нович (12 мая 1975, Дарго, Веденский район ЧИАССР — 2011) — один из известных чеченских полевых командиров, участник Первой и Второй чеченских войн, амир Веденской диверсионной группы вилаята Нохчийчоь, действовавшей в Веденском районе Чеченской Республики. Приближенный Докку Умарова. Прозвища и позывные: «Шатрал» и «амир Усман».

## Биография
Усман Мунцигов родился 12 мая 1975 года в селе Дарго Веденского района ЧИАССР.
Активный участник первой и второй чеченских войн. Один из самых известных чеченских полевых командиров.
Мунцигов действовал со своей бандгруппой численностью до 15 боевиков, главным образом, неподалёку от родного села. Прошёл диверсионную подготовку в учебном центре Хаттаба «Кавказ».
В ночь на 13 июня 2008 года бандгруппа Усмана Мунцигова совместно с бандами Асламбека Вадалова и Аслана Израилова принимала участие в вооружённой вылазке в Беной-Ведено.
Мунцигов был одним из инициаторов и руководителей нападения сепаратистов Вилаята Нохчийчоь на родовое село главы Чеченской Республики Рамзана Кадырова 29 августа 2010 года.
Усман Мунцигов находился в федеральном розыске с 7 июня 2006 года.
2 декабря 2012 года в ходе поисковых мероприятий в Веденском районе в горно-лесистой местности в 2 км западнее села Дарго были обнаружены скелетированные останки Усмана Мунцигова и его сообщника Исы Елбазова.

## Книги
- Три года "мира": бюллетени Правозащитного центра "Мемориал" лето 2006 года--лето 2009 года. — Права человека, 2010. — 536 с. — ISBN 978-5-7712-0426-0.